# Silke Wehrmeister
Silke Wehrmeister (Hannover, 17 augustus 1966) is een hockeyspeler uit Bondsrepubliek Duitsland.
Op de Olympische Zomerspelen in 1988 speelde ze met het Duitse hockeyteam.